# کلوپ (مجموعه تلویزیونی ترکیه‌ای)
کلوپ (ترکی استانبولی: Kulüp) یک مجموعه تلویزیونی ترکیه‌ای در ژانر درام دوران‌ها محصول سال ۲۰۲۱ به‌کارگردانی سرن یوسی و زینب گونای تان است که گوکچه بهادیر، باریش آردوچ، صالح بادمجی، فیرات تانیش، متین آکدوگلر و آسوده کالبک در آن به ایفای نقش پرداخته‌اند. این مجموعه در ۵ نوامبر ۲۰۲۱ در نتفلیکس منتشر شد. فصل اول این مجموعه شامل ۱۰ قسمت است که به ترتیب در دو بخش نیم‌فصلی ۶ و ۴ قسمتی منتشر می‌شود. بخش دوم از فصل اول این مجموعه در ۶ ژانویهٔ ۲۰۲۲ منتشر شده‌است.

## داستان
ماتیلدا یک محکوم سابق است که در سال ۱۹۵۵ در یکی از برجسته‌ترین باشگاه‌های شبانهٔ استانبول کار می‌کند. ماتیلدا تلاش می‌کند تا رابطهٔ خوبی با دخترش برقرار کند تا او را از یکی از افراد دردسرساز اهل پرا دور کند. ماتیلدا همچنین تلاش می‌کند تا در برابر اورهان، رئیس او، چلبی، مدیر باشگاه شبانه و سلیم، هنرمند بایستد.

## قسمت‌ها
| '  |           |                |           |               |
| ۱  | «قسمت ۱»  | زینب گونای تان | اعلان‌نشده | ۵ نوامبر ۲۰۲۱ |
| ۲  | «قسمت ۲»  | زینب گونای تان | اعلان‌نشده | ۵ نوامبر ۲۰۲۱ |
| ۳  | «قسمت ۳»  | زینب گونای تان | اعلان‌نشده | ۵ نوامبر ۲۰۲۱ |
| ۴  | «قسمت ۴»  | زینب گونای تان | اعلان‌نشده | ۵ نوامبر ۲۰۲۱ |
| ۵  | «قسمت ۵»  | سرن یوسی       | اعلان‌نشده | ۵ نوامبر ۲۰۲۱ |
| ۶  | «قسمت ۶»  | سرن یوسی       | اعلان‌نشده | ۵ نوامبر ۲۰۲۱ |
| '  |           |                |           |               |
| ۷  | «قسمت ۷»  | اعلان‌نشده      | اعلان‌نشده | ۶ ژانویه ۲۰۲۲ |
| ۸  | «قسمت ۸»  | اعلان‌نشده      | اعلان‌نشده | ۶ ژانویه ۲۰۲۲ |
| ۹  | «قسمت ۹»  | اعلان‌نشده      | اعلان‌نشده | ۶ ژانویه ۲۰۲۲ |
| ۱۰ | «قسمت ۱۰» | اعلان‌نشده      | اعلان‌نشده | ۶ ژانویه ۲۰۲۲ |

## بازیگران و شخصیت‌ها
- گوکچه بهادیر در نقش ماتیلدا آسئو، یک یهودی سفاردی و محکوم سابق که در یک باشگاه شبانهٔ مشهور در استانبول کار می‌کند.[۸]
- باریش آردوچ در نقش «فیستیک» عصمت دنیزر، رانندهٔ تاکسی و معشوق راشل.
- آسوده کالبک در نقش راشل آسئو، دختر ماتیلدا و معشوقه عصمت.
- صالح بادمجی در نقش سلیم سونگور، خوانندهٔ باشگاه شبانه.
- متین آکدولگر در نقش اورهان شاهین، مالک باشگاه.
- سوزان کاردش، در نقش مادر اورهان.
- فیرات تانیش در نقش چلبی، مدیر باشگاه.
- مروه شیما زنگین در نقش تاسولا، دوست راشل.
- هولیا دویار در نقش مادر عصمت.
- اشتر گوکسون در نقش علی شکر، پدر عصمت.
- مورات گاریباگا اوغلو در نقش دیوید.
- ایلکر کیلیچ، در نقش موردو، نامزد راشل.
- والریا لاخینا، در نقش دایانا، یک زن انگلیسی شاغل در سفارت بریتانیا.
- دوغانای اونال، در نقش باتیار.

## تولید
نامی که در ابتدا در اکتبر ۲۰۲۰ از سوی نتفلیکس برای ان مجموعه اعلام شد، اسم رمز: کلوپ بود و بازیگران اصلی نیز گوکچه بهادیر، باریش آردوچ و صالح بادمجی بوند. در همان ماه گزارش شد که فیرات تانیش نیز به‌عنوان بازیگر در این مجموعه حضور خواهد داشت. در مارس ۲۰۲۱، روزنامه‌نگار بیرسن آلتونتاش در توئیتی نوشت که روحی ساری، سوزان کاردش و حزیم کورموکچو نیز در نقش شخصیت‌های فرعی سریال بازی خواهند کرد. سنر عیار، آیسه دورماز و شرکت او۳ مدیا، شرکت رسانه‌ای ترکیه‌ای، این مجموعه را برای نتفلیکس تهیه کرده‌اند و سرن یوسی و زینب گونای تان نیز کارگردانی آن را بر عهده داشته‌اند. تیمی متشکل از آیسین اکبولوت، سرکان یوروک، بنجو اوچونکو، رانا دنیزر و نکتی شاهین (نویسندهٔ اصلی) نویسندگی این مجموعه را بر عهده داشته‌اند.

## بازخوردها
واکنش جامعهٔ یهودی ترکیه به این مجموعه به‌طور کلی مثبت بود. به‌تصویر کشیدن آیین‌های یهودی، زبان لادینو و موضوعات سیاسی مانند وارلیک ورگیسی در این مجموعه مورد تحسین ویژه از سوی اعضای این جامعه قرار گرفته‌است.